# D-Fact
D-Fact je bila alternativna slovenska rock skupina, ki je vidno delovala od leta 2000 do 2006, začeli pa so 1997.
Izdali so dva albuma: Čas (2002) in Fashion Victim (2005). Določeni glasbeni kritiki Arhivirano 2008-05-02 na Wayback Machine. so jih imeli za enega izmed najboljših bendov v svoji zvrsti. Člani banda so: Miha Vivoda (kitara), Milijan Plužarev (kitara), Perica Rai (vokal), Simon Stojko Falk (d.j), Bojan Rojc (bas kitara) in Andraž Paliska (bobni)
Neuradno so prenehali z delovanjem 2006, čeprav naj bi konec leta 2018 izšla njihova nova pesem.
Še vedno je živa myspace stran.